# NXT TakeOver: Toronto II
NXT TakeOver: Toronto II è stata la ventiseiesima edizione della serie NXT TakeOver, prodotta dalla WWE per il roster di NXT, e trasmessa in diretta sul WWE Network. L'evento si è svolto il 10 agosto 2019 alla Scotiabank Arena di Toronto (Canada).
La serie di NXT TakeOver, riservata ai lottatori di NXT (settore di sviluppo della WWE), è iniziata il 29 maggio 2014, con lo show tenutosi alla Full Sail University di Winter Park (Florida). I Dark Match sono contati dalla WWE come taping per la prossima puntata di NXT.

## Storyline
Il 1º giugno, a NXT TakeOver: XXV, Adam Cole sconfisse Johnny Gargano conquistando così l'NXT Championship per la prima volta. Nella puntata di NXT del 17 luglio Cole e Gargano ebbero un duro scontro fisico, che portò il General Manager William Regal a sancire un 2-out-of-3 Falls match tra i due con in palio il titolo per NXT TakeOver: Toronto, dando inoltre ad entrambi la possibilità di scegliere una stipulazione speciale a testa per l'incontro, mentre Regal stesso avrebbe poi scelto l'eventuale terzo match in caso di necessità. Nella puntata di NXT del 24 luglio Cole scelse un normale incontro singolo, mentre Gargano uno Street Fight.
Dopo aver riportato due vittorie consecutive su Bianca Belair nel mese di giugno, Mia Yim si propose come prima sfidante all'NXT Women's Championship di Shayna Baszler, la quale, tuttavia, non prese in considerazione la sfida, non ritenendo la Yim meritevole dell'opportunità. Nella puntata di NXT del 17 luglio Yim attaccò brutalmente Marina Shafir, alleata di Baszler, nel parcheggio dell'arena, per poi mettere fuori gioco anche Jessamyn Duke nel backstage la settimana successiva, attirando così l'attenzione della campionessa. Un match tra Baszler e Yim con in palio l'NXT Women's Championship fu quindi annunciato per NXT TakeOver: Toronto.
Nella puntata di NXT del 24 luglio Roderick Strong si confrontò con l'NXT North American Champion Velveteen Dream, ricordandogli di averlo sconfitto qualche settimana prima, e lo sfidò ad un incontro per il titolo, ma i due furono però interrotti dal rientrante Pete Dunne, il quale attaccò Strong, reclamando poi anch'egli un match per l'NXT North American Championship di Dream. Un Triple Threat match fra i tre con in palio il titolo fu dunque sancito per NXT TakeOver: Toronto.
Dopo essere stata sconfitta a NXT TakeOver: XXV, Io Shirai perse anche uno Steel Cage match contro Shayna Baszler valevole per l'NXT Women's Championship durante la puntata di NXT del 26 giugno. Al termine dell'incontro, Shirai effettuò un turn heel dopo aver brutalmente colpito Candice LeRae con una sedia, la quale aveva provato ad aiutarla a conquistare il titolo. Dopo settimane di scontri, il General Manager William Regal annunciò un match tra LeRae e Shirai per NXT TakeOver: Toronto.
Nella puntata di NXT del 10 luglio l'Undisputed Era (Bobby Fish e Kyle O'Reilly) si confrontò con gli NXT Tag Team Champions, gli Street Profits (Angelo Dawkins e Montez Ford), dopo che questi avevano difeso con successo i titoli contro Oney Lorcan e Danny Burch, sfidandoli poi per NXT TakeOver: Toronto. Dopo che gli Street Profits accettarono la sfida di Fish e O'Reilly, il match tra le due coppie con in palio l'NXT Tag Team Championship fu ufficializzato per l'evento.

## Risultati
| # | Incontri                                                                                      | Stipulazioni                                              | Durata |
| - | --------------------------------------------------------------------------------------------- | --------------------------------------------------------- | ------ |
| N | Breezango hanno sconfitto The Forgotten Sons (Steve Cutler e Wesley Blake) (con Jaxson Ryker) | Tag team match                                            | 5:25   |
| N | Jordan Myles ha sconfitto Cameron Grimes                                                      | Single match finale dell'NXT Breakout Tournament          | 9:35   |
| 1 | The Street Profits (c) hanno sconfitto The Undisputed Era (Bobby Fish e Kyle O'Reilly)        | Tag Team match per l'NXT Tag Team Championship            | 16:55  |
| 2 | Io Shirai ha sconfitto Candice LeRae per Sottomissione Tecnica                                | Single match                                              | 15:00  |
| 3 | Velveteen Dream (c) ha sconfitto Pete Dunne e Roderick Strong                                 | Triple Threat match per l'NXT North American Championship | 17:24  |
| 4 | Shayna Baszler (c) ha sconfitto Mia Yim per sottomissione                                     | Single match per l'NXT Women's Championship               | 14:35  |
| 5 | Adam Cole (c) ha sconfitto Johnny Gargano per 2-1                                             | 2-out-of-3 Falls match per l'NXT Championship             | 46:41  |

N Indica che il match farà parte di una futura puntata di NXT.